# 滋賀県道6号彦根停車場線

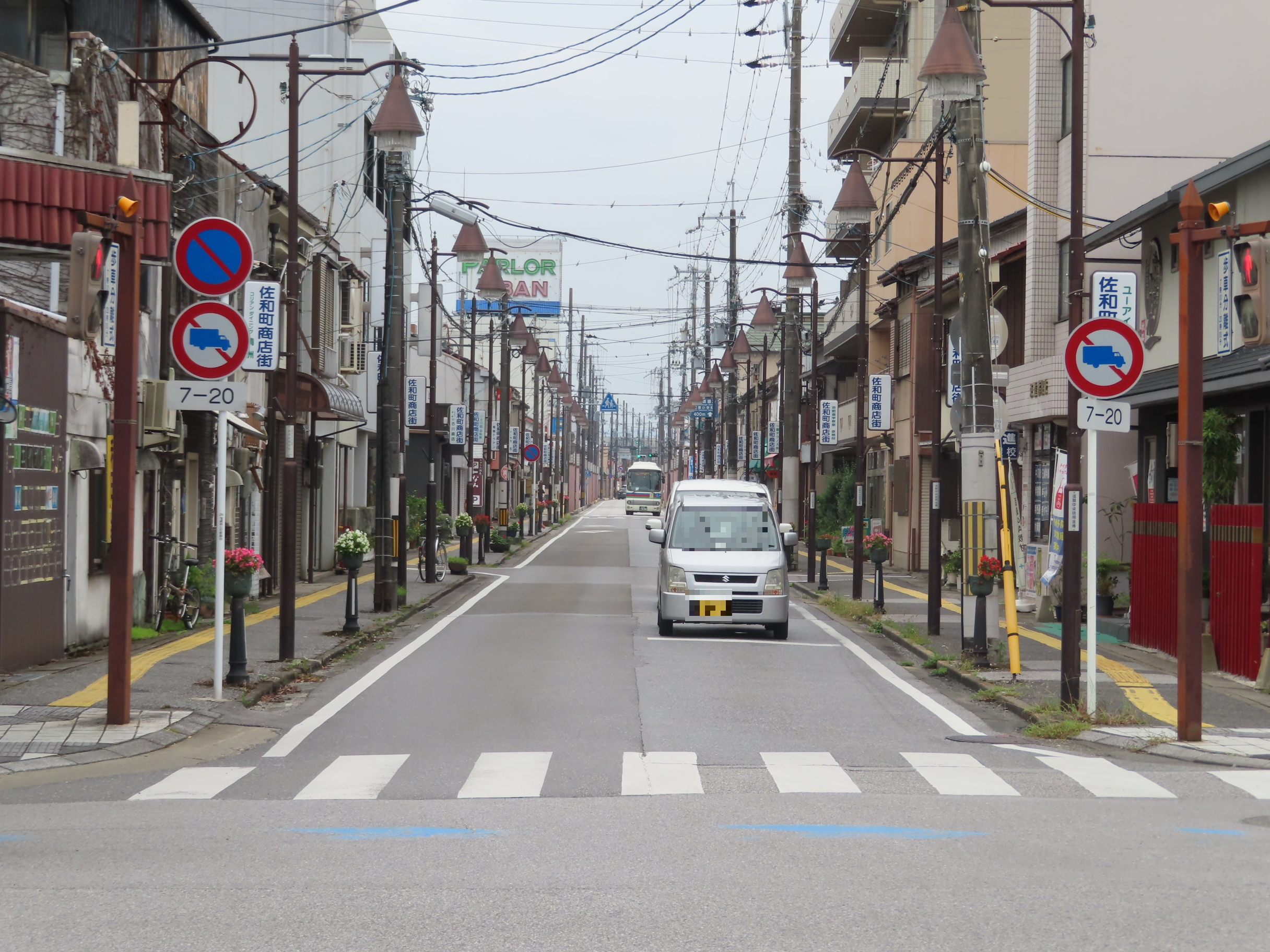
佐和町商店街（彦根市旭町）。

滋賀県道6号彦根停車場線（しがけんどう6ごう ひこねていしゃじょうせん）は、滋賀県彦根市を通る主要地方道（滋賀県道）である。

## 概要
滋賀県彦根市JR彦根駅前交点を起点に彦根市京町交点に至る0.6 kmの路線で、通称駅前お城通りの一部にあたる。

### 路線データ
- 起点：彦根停車場
- 終点：彦根市京町

## 歴史
- 1954年（昭和29年）
  - 1月20日 - 建設省（現国土交通省）が彦根駅前から主要地方道彦根桑名線（当時）の京町交差点までを主要地方道彦根停車場線に指定。
  - 9月6日 - 滋賀県が路線認定。
- 1990年（平成2年）9月17日 - 整理番号を「328」から「6」へ変更。

## 路線状況

### 重複区間
- 滋賀県道517号彦根港彦根停車場線（起点 - 彦根市佐和町）

## 地理

### 通過する自治体
- 彦根市

### 交差する道路
- 佐和山通り
- 滋賀県道517号彦根港彦根停車場線 駅前お城通り（彦根市佐和町）
- 滋賀県道25号彦根近江八幡線 中濠東西通り・滋賀県道206号神郷彦根線 芹橋雨壺山通り（彦根市京町、終点）

### 沿線にある施設など
- 西日本旅客鉄道（JR西日本）琵琶湖線、近江鉄道本線 彦根駅
- 井伊直政公像
- アル・プラザ彦根
- ホテルサンルート彦根
- 滋賀銀行 彦根駅前支店
- 滋賀中央信用金庫城東支店
- 彦根市立城東小学校